# Поконь
Поко́нь (в старину также Паконь) — деревня в Гордеевском районе Брянской области, в составе Гордеевского сельского поселения. Расположена в 7 км к югу от села Гордеевка, на правом берегу реки Ветка (рукав Ипути). Население — 177 человек (2010).

## История
Упоминается с середины XVII века как владение стародубского магистрата, с 1736 — во владении Шираев (казачьего населения не имела).
До 1781 года входила в Новоместскую сотню Стародубского полка; с 1782 по 1921 в Суражском уезде (с 1861 — в составе Гордеевской волости); в 1921—1929 в Клинцовском уезде (та же волость). В конце XIX века была открыта школа грамоты.
С 1929 года в Гордеевском районе, а в период его временного расформирования (1963—1985) — в Клинцовском районе. До 1954 года — центр Поконянского сельсовета; в 1954—1960 и 1986—2005 в Заводо-Корецком, в 1960—1986 в Гордеевском сельсовете.